# Успон Македоније
За вријеме владавине Филипа II (359—336. п. н. е.), Краљевина Македонија, у почетку периферија класичне Грчке, доминирала је у старој Грчкој током само 25 година, углавном захваљујући личности и политици њеног владара. Осим што је користио дјелотворну дипломатију и брачне савезе за постизање својих политичких циљева, Филип II је био одговоран за реформу војске у дјелотворну борбену силу. Македонска фаланга је постала заштитну знак македонске војске током његове владавине и каснијег хеленистичког периода. Његова војска и инжињери су такође увелико користили опсадну технику.
Македонија за вријеме Филипа II у почетку је била заокупљена ратовима са Илирима и Трачанима. Трачански владар и главни Филипов непријатељ био је Керсеблепт, који је можда ступио у привремено савезништво са Атином. У низу похода од 356. до 340. п. н. е, Филип II је успио да потчини Керсеблепта као трибутарног вазала, уједно освојивши већи дио Тракије. Филип II се такође борио против илирског краља Бардила, који је пријетио ужој Македонији, али и против Граба II и Плеврата у Илирији. На новоосвојеним подручјима основа је нове градове као што су Филипи, Филипољ (данашњи Пловдив у Бугарској), Хераклеја Синтика и Хераклеја Линкестис (данашњи Битољ у Сјеверној Македонији).
Филип II је на крају водио поход против града-државе Атине и њених савезника у егејској регији, као и Тебе након пада њене хегемоније у копненој Грчкој. У одбрани Амфиктионског савеза у Делфима и заједно са Тесалским савезом, Македонија је постала кључни играч у Трећем светом рату (356—346. п. н. е.), поразивши Фокиђане под командом Ономарха, у бици на Крочком пољу 352. године п. н. е. Док је био спреман да изврши непосредан напад на Атину 346. п. н. е, македонски краљ се састао са атинским представницима, с којим је договорио мировни споразум познат као Филократов мир. Као резултат, Македонија и Атина су постали савезници, али је Атина била приморана да се одрекне својих права на град Амфипољ (данашња периферија Средишња Македонија).
Филократов мир је на крају прекинут када су се непријатељства између Атине и Македоније поново распламсала. Демостен, атински државник који је дјелимично био одговоран за стварање мира, одржао је низ говора охрабрујући своје суграђане Атињане да се супротставе Филипу. Македонска хегемонија над Грчком осигурана је побједом над грчком савезничком војском коју су предводиле Атина и Теба, у бици код Херонеје 338. године п. н. е. Као посљедица сукоба је успостављена федерација грчких држава позната као Коринтски савез, који је ове бивши противнике и друге довео у формални савез са Македонијом. Коринтски савез је изабрао Филипа за стратега (тј. врховног команданта) за планирану инвазију на ахеменидску Персију. Међутим, Филип је убијен прије него што је могао да започне поход, задатак који је припао његовом сину и насљеднику Александру Великом.

## Македонија пре доласка Филипа на власт

### Најстарији период македонске државе
Македонија је заузимала север Балканског полуострва и простирала се северно од Тесалије. На истоку се граничила са Тракијом, а на западу са Илиријом. Плодне равнице стварале су повољне услове за развој земљорадње. Стари Грци сматрали су Македонце варварима. Такав став нарочито је истицао Демостен. Међутим, Тукидид и Херодот истицали су грчко порекло македонских владара заснивајући ту теорију на сличности између два језика и називима месеца у македонском календару.
Македонија у 7. и 6. веку подсећа на државу са социјалним уређењем сличним описима хомерског доба. У 6. веку Македонија је представљала земљу која је била раздељена на области којима су управљали самостални владари. Од владарских породица се временом истиче род Аргијада који овладава већим делом Македоније. Аргијади су створили своју монархију иако није било праве наследности чак ни почетком 4. века п. н. е.

### Од Грчко-персијских ратова до Филипа Македонског
У доба Грчко-персијских ратова Македонијом је владао краљ Аминта I. Македонија је једно време признавала зависност од Ахеменидске монархије, али је убрзо збацила персијски јарам. Аминтин син Александар може се сматрати првим истакнутим Аргијадом. Радио је на учвршћивању краљевске власти и проширењу државе. Македонији је прикључио област Бисалта. Ковао је властиту монету. Грци су га сматрали својим саплемеником и дозволили му учествовање у олимпијским свечаностима. Александрови наследници наставили су борбу против сепаратизма појединих делова краљевства и проширење државе.
Краљ Архелај I (419—399) спровео је низ унутрашњих реформи у циљу јачања централне власти. Према речима Тукидида „он је учинио више него и један његов претходник”. Престоница је из Еге премештена у Пелу. Одржавао је добре односе са Атином. Убијен је 399. године п. н. е. У периоду од 399. до 390. п. н. е. сменила су се чак три краља: Архелај II, Аминта II и Паусанија. Потом на власт долази Аминта III. Заплашен великом моћи Спарте, Аминта је склопио пријатељство са Атињанима. Након Аминтине смрти води се борба за престо из које као победник излази Александар II. Александар је организовао поход на Тесалију. Тесалци су га уз помоћ Тебанаца одбили. Пердика III (365—360) био је у сукобу са Атином око Амфипоља. Погинуо је у сукобу са Илирима. На власти долази син Аминте III, Филип II.

## Филипова владавина

### Прве године владавине
Одмах по доласку на власт, Филип се решио проблема који су му претили од суседа. Путем подмићивања је остварио примирје са Трачанима. Потом се оженио Олимпијадом, ћерком краља илирског племена Молоса — Неоптолема. Са Атином је на почетку био у добрим односима. На њихов захтев, македонска војска се повлачи из Амфипоља. За узврат добијају град Пидну. Године 358. п. н. е. Филип задаје пораз Илирима. Исте године потукао је Пеонце и обезбедио северне границе своје државе. Потом је започео опсаду Амфипоља. Амфипољани су постали позив у помоћ Атини, али се она није одазвала. И сама је имала проблеме са савезницима који су се покушавали ослободити атинског утицаја. Филип ке релативно лако овладао градом. Стратешки важан положај Амфипоља веома је ојачао Филипову државу. Са Олинтом је склопио мир предајући му Потидеју за коју је овај град био јако заинтересован. Године 356. п. н. е. упао је на територију Тракије и учврстио се у градићу Крениди. У граду је населио Македонце и дао му ново име — Филипи.

### Филипова унутрашња политика
Филип је наставио унутрашњу политику својих претходника. Наставио је борбу за уједињење Македоније. У своју службу је ангажовао многе грчке научније и војсковође користећи се напредним тековинама грчке културе. Престоница државе био је град Пела. Она је у Филипово време постала типичан антички град. Филип је копирао хеленски метод колонизације и градио насеља широм Македоније у којима је насељавао Македонце.

### Војна реформа
Посебну пажњу је Филип посветио реорганизацији македонске војске. У његово време развила се сјајна македонска коњица подељена у одреде хетаира (другова краља). Она је умногоме премашивала моћ грчке коњице. Род наоружане коњице у Филиповој војсци називао се сарисофорима по дугим копљима — сарисима. Сарисима је била наоружана и пешадија која је носила почасни назив „пратње краља”. Филип је увео и постројавање Македонаца у фаланге које су биле гушће збијене у односу на грчке. Лако покретна пешадија носила је назив хипасисти.
Главна новина у македонској војсци било је увођење координације различитих врста оружја. Док је код Грка главну улогу имала пешадија, код Македонаца је коњица имала исто толико значајну, ако не и значајнију улогу. Војним реформама Филипа Великог које су трајале две године, моћ македонске војске појачана је вишеструко.

### Односи са Атином
Односи Филипа и Атине су на самом почетку били добри. Са Атињанима је склопљен договор и Македонци им предају Амфипољ, а за узврат добијају Пидну. Међутим, са јачањем војске ствара се и жеља Филипа да своју државу изведе на Егејско море. У Филипову интересну сферу улазили су многи трачки и халкидички градови који су били под влашћу Атине. То је неминовно морало довести до сукоба две државе. Године 357. п. н. е. Филип заузима Амфипољ. Атињани су хтели да протестују, али исте године избија Савезнички рат. Чланице Другог атинског поморског савеза (Хиос, Кос, Родос и Византион) побуниле су се против атинске власти и у двогодишњем рату су се избориле за своју независност. Оставши без савезника, Атина нагло слаби. Посебно ју је узнемирило Филипово освајање територија у Илирији, али није могла ништа учинити јер су у Средњој Грчкој наступили важни догађаји.

### Трећи свети рат
Трећи свети рат Филипу је послужио као изговор да се умеша у грчке послове. Започео је као сукоб Фокиде и Амфиктиоске лиге на челу са Тебом око пророчишта Делфи кога су Фокиђани заузели. Тебанци су ту акцију протумачили као светогрђе и наложили Фокиђанима да сместа напусте пророчиште и надокнаде начињену штету. Фокиђани одбијају да испуне наређење па им Теба објављује рат. Иако је у почетку био локални сукоб, рат је убрзо постао општегрчки. Захваљујући средствима које су прикупили од ходочасника, Фокиђани су могли унајмити најамничку војску. Тебанци склапају савез са Тесалијом и Локридом. Атина и Спарта стају на страну Фокиде.
Македонци стају на тебанску страну. Филип 353. или 352. године п. н. е. наноси пораз Фокиди у бици на Крочком пољу након чега се почео издавати за осветника Аполона. Заратио је и са Атином коју је сматрао најопаснијим чланом коалиције. Подстакао је побуну против Атине на Еретрији. Заузета гушењем устанка, Атина је била присиљена на мир. Филократовим миром из 346. године п. н. е. одлучено је да свака страна задржи оно што је освојила. У договор нису били укључени Фокиђани што је Филипу омогућило да следеће, 345. године п. н. е. освоји њену територију. Овим мировним уговором завршен је Трећи свети рат.

### Олинтски рат
Олинт је, знајући за Филипова настојања да освоји Халкидики, још 358. године п. н. е. ступио у савез са Атином. Сам град налазио се на челу Халкидичког савеза. Заоштравање атинско-македонских односа довело је до сукоба Филипа са Олинтом. Филип га напада 348. године п. н. е. Атињани су Олинту послали помоћ од 17 бродова, 300 коњаника и 4000 хоплита. Међутим, у редовима су се појавила двојица издајника — команданти коњице Еутикрат и Ластен. Они у Филипове руке предаше 500 коњаника. Олинт је толико ослабио да није могао пружити значајнији отпор. Филип га осваја исте године. Град је порушен, а становништво побијено или поробљено. Халкидички савез престао је да постоји.

### Македонски успеси
Филократов мир изазвао је негодовање у Атини и поделу на две фракције: присталице Македоније предвођене Есхином и противнике предвођене Демостеном. Док се у Атини водила борба, Филип шири свој утицај. На епирски престо поставља свог шурака Александра. Угрозио је Акарнанију, склопио савез са Етолијом и у све четири области Тесалије сместио своје људе. Тесалску војску је прикључио својој у склопу намесника. Планирао је напад на Тракију због чега 343. п. н. е. понуди Атини мир. Понуда је одбијена. Поход је ипак предузео и 342. године п. н. е. наметнуо трачким племенима велики данак, а трачке градове населио македонцима. Са грчким градовима склопио је примирје. Реакција Атине на ова освајања била је пљачка трачких македонских градова. Филип уложи протест који оста без одговора. Године 340. п. н. е. Филип опседа Перинт и Византион. Опсада Перинта изазва реакцију Персијанаца који граду послаше велику помоћ заплашени наглим јачањем Македоније. Опсада Византиона изазва реакцију Атине која шаље помоћ граду. Обе опсаде завршене су неуспехом. Филип повлачи своје снаге.

### Скитски поход
Следећи Филипов поход био је уперен против Скита. Скитима је владао краљ Атеј. Као изговор за избијање рата, Филип је искористио Атејево одбијање пружања помоћи Македонцима приликом опсаде Византиона. Скити су у одлучујућој бици поражени. Атеј је погинуо. Филип се догопао огромног плена који је садржао и 20.000 коња. Међутим, по повратку Филипа напада племе Трибала које му отима сав плен. Сам македонски краљ био је тешко рањен и једва се вратио у Пелу не довршивши освајање Тракије.

### Пораз Грка
Атина са Тебом склапа савез и објављује јој Свети рат. Савезницама се придружила и Амфиса, град у области Фокиде. Спартанци, и поред свог непријатељства према Македонији, нису пристали да пошаљу своју војску у помоћ. Разлог за то била је мржња према Беоћанима која је постојала још од времена Беотијског рата и Тебанске хегемоније.
Филип шаље своје снаге у Грчку. Савезници их дочекују код Херонеје. Битка која је уследила од великог је значаја за историју античке Грчке. Атињани су држали лево, а Тебанци десно крило. Филип је командовао десном македонском армијом. Левом армијом командовао је његов син, касније чувени војсковођа, Александар Македонски. Филип је вешто намамио Атињане да нападну десно македонско крило. Уследио је Александров напад који је разбио атинске снаге. Тебанска света чета храбро се борила против Александра. На крају је готово цела изгинула. У част храбре борбе Тебанци су касније у част своје чете подигли споменик „Херонејски лав” који је очуван до данас.
Херонејском битком Филип је толико заплашио остале грчке градове да се надаље нису ни одупирали. Македонци без отпора заузимају Тебу из које су истерали све антимакедонске присталице и образовали гарнизон. Амфису су Македонци заузели и разорили. Са Атином је Филип поступио другачије. Понудио јој је мир. Атина је задржала Скирос, Самос, Делос и друге мање територије. За узврат је признала хегемонију Македоније. Филипу се одупирала једино Спарта, али она му није могла значајније наудити. Следеће, 337. године, Филип је у Коринту одржао чувени Свехеленски конгрес на коме су утврђени принципи будућег Хеленског савеза. Најважније одлуке односиле су се на утврђивање општег мира, забране насилног мењања поретка и владара, савез против кршиоца мира, искључивање Персије из грчких послова и заједничка објава рата.
Филип није стигао да оствари своју намеру и освоји Персију. Убијен је у дворској завери на свадби своје кћери. Наследио га је син Александар.

## Последице

### Александрова балканска кампања
Вест о Филиповој смрти навела је многе државе Балкана да се побуне против македонске хегемоније надајући се да нови владар, Филипов син Александар, није довољно снажан да одржи царство свога оца. Побуну су подигла трачка племена на северу Македоније, Тесалија, Атина и Теба. У гушењу устанака, Александар је провео 335. годину п. н. е.
Александар најпре покреће војску на Грчку где продире до Коринта. Тесалци, Тебанци, Коринћани и Атињани предају се без борбе. Потом је сазнао да су се побунила племена Илира и Трачана. Војску покреће на север и без већих проблема гуши и ове устанке. Тебанци поново дижу устанак. За њих је то била фатална грешка. Александар напада и разара град. Атина је принуђена да понизно моли за мир. Вођа делегата, Фокион, успео је да издејствује мир и Демостена спаси прогона из Атине. Осигуравши границе своје државе, Александар је остао слободан да настави планове свога оца. Следеће, 334. године п. н. е., Македонија је објавила рат Персијском царству.

### Александрова освајања
Александар се у Малу Азију искрцао на пролеће 334. године п. н. е. Прву победу остварио је на реци Гранику протерујући Персијанце са обала Егејског мора. Потом је наставио са освајањем Мале Азије. Цар Дарије III чекао га је са великом војском на реци Ису. Александар му поново наноси пораз и приморава на бекство. Потом је наставио са чишћењем обала Леванта од персијских гарнизона Извесне тешкоће представљало је освајање Тира. Потом се Александар упутио у Египат који га је дочекао као ослободиоца и прогласио новим фараоном. Одлучујућу битку против Персијанаца водио је код Гаугамеле, недалеко од Вавилона, 331. године п. н. е. након које осваја Персепољ. Период од 331. до 327. п. н. е. Александар је провео ратујући са Бактријом и Согдијаном којима су управљали Бес (који се прогласио граљем Персије) и Спитамен. До 327. године п. н. е. Александар стиже до Индије.
Александров противник у Индији био је краљ Пор, владар Пенџаба. Помоћ му је пружао раџа Таксиле. Одлучујућа битка вођена је на реци Хидаспу. Пор се храбро борио, али је на крају ипак поклекао. Александар му није одузео територије. Чак их је и увећао. Пор је постао македонски вазал. Најисточнија тачка до које је Александар проширио своје царство јесте река Хифасис. Војници су одбили да наставе ратовање на истоку. Александар је био приморан да се врати. Био је то његов први и једини пораз.

## Галерија
- Биста Филипа Македонског
- План битке код Херонеје
- Симбол сунца пронађен на Александровом гробу
- Експанзија Македоније
- Битка на Гранику
- Битка код Иса
- Битка код Гаугамеле
- Битка на Хидаспу